# جردن کلیر
جردن کلیر (به انگلیسی: Jordan Collier) یکی از شخصیت های اصلی ۴۴۰۰ (مجموعه تلویزیونی) است که نقش او را بیلی کمپل ایفا نموده است.

## داستان نقش

### فصل اول
او در فصل اول یک تاجر است که از اعضای گروه ۴۴۰۰ است و سعی می کند میان آنها و مردم ارتباط برقرار کند.

### فصل دوم
او در فصل دوم ضمن انتشار کتاب خاطرات خود، عده زیادی از اعضای گروه ۴۴۰۰ را گرد خود می آورد و برای این کار از حقه بازی هم استفاده می کند.اما سرانجام به قتل می رسد

### فصل سوم
او با شمایلی شبیه مسیح باز می گردد و اعلام می کند قصد اصلاح جهان را دارد.

### فصل چهارم
او یکی از طرف های اصلی دیگیری می شود.

## توانایی ها
او توانایی زندگی پس از مرگ را دارد